# 23988 Маунґакіекіе
23988 Маунґакіекіе (23988 Maungakiekie) — астероїд головного поясу, відкритий 2 вересня 1999 року.
Тіссеранів параметр щодо Юпітера — 3,244.